# Orden del Mérito bajo el título de San Luis
La Orden del Mérito bajo el título de San Luis es una orden de caballería dinástica existente en la Casa de Borbón-Parma, anteriormente una orden de caballería del Ducado de Parma. No debe ser confundida con la francesa Orden de San Luis.

## Historia
El 22 de diciembre de 1836, el entonces duque de Lucca, Carlos Luis de Borbón futuro duque de Parma había creado la condecoración para el mérito civil bajo el título de San Luis, antecedente directo de la orden. Posteriormente, el 4 de octubre de 1847 Carlos Luis renuncia a la soberanía del ducado de Lucca, integrándose este en el gran ducado de Toscana. Dos meses después, tras la muerte de María Luisa de Austria, la sucede como duque de Parma. Sin embargo, en 1848 Carlos Luis renuncia a la soberanía parmesana a favor de su hijo Carlos, que reinará como Carlos III de Parma.
El nuevo soberano por acto soberano dado el 11 de agosto de 1849 en Viena, establece  una orden de caballería denominada Real Orden del Mérito bajo el título de San Luis. El objetivo de la orden es el de premiar los servicios realizados al príncipe o al estado o meramente premiar los méritos personales. Se establece el carácter civil y militar de la orden. La iglesia de la Orden era la iglesia de San Luis en Parma.

## Clases
La Orden del Mérito bajo el título de San Luis contaba con cinco clases, de las que sólo las cuatro primeras recibían el nombre de caballeros. A estas cuatro clases se añadía una quinta clase que recibían la denominación de decorados. Las clases estaban reservadas a un número limitado de poseedores. En el computo del número de cada clase no se incluían los soberanos, los príncipes y los extranjeros. Las clases eran las siguientes:
- Caballeros grandes cruces: Limitada a 20 personas.
- Comendadores: Limitada a 30 personas.
- Caballeros de primera clase: Limitada a 60 personas.
- Caballeros de segunda clase: Limitada a 80 personas.
- Decorados con la cruz de quinta clase: Limitada a 100 personas.

En el caso de las concesiones de los grados de gran cruz y comendador a una persona no noble, esta les concedía la nobleza hereditaria. En el caso de las clases de caballeros de primer y segundo grado concedía la nobleza personal. 
La Orden contaba con distintos oficiales: gran canciller, secretario y archivista. El primero de estos oficiales era elegido entre los caballeros grandes cruces y el segundo entre los comendadores o caballeros de primero o segundo grado; el tercero de los mismos era elegido entre una persona que no fuese de la orden.

## Insignias
La insignia consistía en una cruz flordeliseada ligadas las hojas de cada una de las flores de lis, con la del brazo siguiente. En el centro de la cruz se disponía un escudo, que mostraba en el anverso la efigie de san Luis IX de Francia. El anverso del escudo contaba con un borde azul y el lema de la orden Deus et Dies en letras doradas. En el reverso, tres flores de lis sobre fondo azul.